# 南極特別委員会
南極特別委員会（なんきょくとくべついいんかい）は、日本学術会議に1955年（昭和30年）から1973年（昭和48年）まで設置されていた委員会。日本の南極観測隊の企画運営を行った組織である。略称は南特委。

## 概要
1955年（昭和30年）、国際学術連合会議（ICSU、現・国際学術会議）国際地球観測年特別委員会（CSAGI）の第2回南極会議で日本の参加と地球物理学諸現象の観測を要請されたことをうけ、科学技術行政協議会（STAC）で南極観測実施統合本部（仮称）を文部省に設けることが決定された。
これを受けて、1955年10月27日、日本学術会議は、第20回総会において、南極観測・調査の諸事項について検討することを目的として南極特別委員会の設置を議決し、11月4日の第1回会合において委員長に茅誠司（日本学術会議会長）を選出した。11月25日の会議で観測隊長に永田武、翌1956年1月11日の会議で副隊長に西堀栄三郎を選出した。
一方、1955年11月4日の閣議決定で、関係各行政機関の連絡・協議機関として南極地域観測統合推進本部（南極本部）の設置が決定されたが、設営関係を担当する機関として適当でなくなったため、南特委が設営も担当することになった。
1957年（昭和32年）8月、ICSUに南極研究特別委員会（SCAR、現・南極研究科学委員会）が設置されたことにともない、SCARに対応する国内委員会としても機能することになり、1958年（昭和33年）2月の第1回SCAR総会に代表を派遣している。
1970年（昭和45年）4月に国立科学博物館極地研究センター（のちの国立極地研究所）が発足したことにともない、観測計画の企画・立案、隊員の選考・推薦などの任務を同センターに移譲することを決定し、1971年（昭和46年）の第58回総会で議決し政府に対して申し入れを行った。1971年6月の閣議決定で、翌1972年度（昭和47年度）の第14次観測から、南特委側の申し入れ通りにすること、南極本部構成員から日本学術会議会長と事務局長を取り除くことが決定された。これにより、南特委の任務は、
1. 南極観測・研究に関する基本方針の審議
2. SCARへの対応
3. 内外学術機関との連絡

へと縮小された。
1973年（昭和48年）、国立極地研究所の設立にともない、特別委員会から常設の南極研究連絡委員会へと改組された（1973年10月11日に第1回会議を開催）。その後、1995年（平成7年）に極地研究連絡委員会に改組された。
2005年（平成17年）の日本学術会議改組により極地研究連絡委員会は廃止された。その後は、日本学術会議地球惑星科学委員会国際対応分科会SCAR小委員会がSCARの国内対応組織となっている。